# 가타야마 요시히로

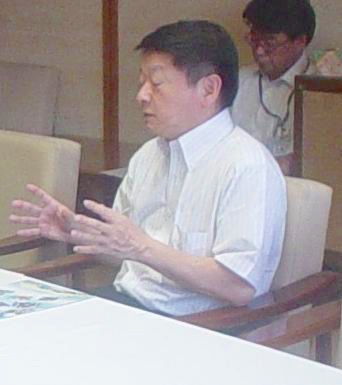
가타야마 요시히로

가타야마 요시히로(일본어: 片山 善博, 1951년 7월 29일 ~ )는 일본의 정치인으로, 간 나오토 내각 제2차 내각에서 총무대신을 맡았었다.
오카야마현의 오카야마시 출신으로, 도쿄 대학을 졸업하였다. 1999년~2007년 고치현 지사를 두 차례 역임하였으며, 2010년 간 내각 제1차 개조 내각에서 총무대신으로 첫 입각한 데 이어, 2011년 간 내각 제2차 개조 내각에서도 총무대신에 유임되었다. 하지만 노다 前 총리가 취임하면서 후임자를 지명함에 따라 퇴임하였다.
| 전임 하라구치 가즈히로 | 제14대 일본의 총무대신 2010년 9월 17일 ~ 2011년 9월 2일 | 후임 가와바타 다쓰오 |